# ライン級支援母艦
ライン級支援母艦（ドイツ語: Tender Rhein-Klasse）は、西ドイツ海軍ならびに統一ドイツ海軍（以下ドイツ海軍）が運用していた支援艦・母艦の艦級。水雷母艦（Sボート母艦）である401型、掃海母艦である402型、潜水母艦である403型の3つのサブクラスがある。

## 来歴
第二次世界大戦後、連合軍軍政期においてドイツは一旦は非武装化された。しかし冷戦構造の成立に伴い、1949年のドイツ連邦共和国（西ドイツ）成立後、1951年には連邦国境警備隊、1955年には連邦軍が設置され、翌1956年にはその海洋戦力として連邦海軍（Bundesmarine; 西ドイツ海軍）が建軍された。
建軍直後の1956年、西ドイツ海軍は最初の艦艇新造計画を発表したが、これには11隻の母艦が含まれていた。これによって建造されたのが本級である。設計作業は1957年から1959年にかけて行われた。

## 設計
本級は、一義的にはそれぞれ特定の艦種に対する支援母艦として設計されており、貨油200トンと魚雷の予備弾40発を搭載できる（「ライン」および「ラーン」は更にドライカーゴ200トン搭載可能）。また排水量や速力、兵装の面からは、指揮艦や宿泊艦（便乗者200名乗艦可能）、船団護衛艦や機雷敷設艦などを兼務可能な多用途艦となっている。また「ネッカー」「ヴェラ」「ドナウ」は練習艦としても用いられた。
主機関は、401型・403型ではマルチプル・ディーゼル方式による機械駆動推進、402型ではディーゼル・エレクトリック方式による電気推進とされていた。物資移送のため、401型では左舷に、また402型では両舷にクレーンが配されている。なお403型は100mm砲をもたず、兵装は40mm機銃のみであった。

## 配備
人員不足のため、「イーザル」「ヴェーザー」「ルール」「レッヒ」「ドナウ」は1968年から1971年にかけて予備役編入された。このうち「ドナウ」は1970年、また「レッヒ」は1975年に再就役したが、「ヴェーザー」はギリシャ海軍に、また「ルール」「エルベ」「イーザル」はトルコ海軍に、軍事援助として譲渡された。
なお1987年6月15日、「ネッカー」は演習中にポーランド海軍より30mm機銃の射撃を受けて小破した。
| サブクラス | #    | 艦名             | 進水       | 退役       | その後                                                          |
| ---------- | ---- | ---------------- | ---------- | ---------- | --------------------------------------------------------------- |
| 401型      | A 58 | ライン Rhein     | 1959年12月 | 1992年6月  |                                                                 |
| 401型      | A 61 | エルベ Elbe      | 1960年5月  | 1993年     |                                                                 |
| 401型      | A 62 | ヴェーザー Weser | 1960年6月  | 1976年7月  | ギリシャに譲渡。 アイガイオーン（Αιγαίον (D-03)）として再就役。 |
| 401型      | A 63 | マイン Main      | 1960年7月  | 1993年11月 |                                                                 |
| 401型      | A 64 | ルール Ruhr      | 1960年8月  | 1976年11月 | トルコに譲渡。                                                  |
| 401型      | A 66 | ネッカー Neckar  | 1961年6月  | 1989年11月 |                                                                 |
| 401型      | A 68 | ヴェラ Werra     | 1963年3月  | 1991年3月  |                                                                 |
| 401型      | A 69 | ドナウ Donau     | 1960年11月 | 1991年3月  | トルコに譲渡。                                                  |
| 402型      | A 54 | イーザル Isar    | 1962年7月  | 1982年9月  | トルコに譲渡。                                                  |
| 402型      | A 65 | ザール Saar      | 1961年3月  | 1963年5月  |                                                                 |
| 402型      | A 67 | モーゼル Mosel   | 1960年12月 | 1989年6月  |                                                                 |
| 403型      | A 55 | ラーン Lahn      | 1961年12月 | 1991年12月 |                                                                 |
| 403型      | A 56 | レッヒ Lech      | 1962年5月  | 1989年6月  |                                                                 |